# منتخب رواندا لكأس ديفيز
منتخب رواندا لكأس ديفيز (بالإنجليزية: Rwanda Davis Cup team)‏ هو ممثل رواندا الرسمي في كرة المضرب في كأس ديفيز.